# 노디자인
노디자인은 대한민국의 가수다. 2017년 싱글 [Fancy]로 정식 데뷔했다.

## 방송
- 쇼미더머니4 (2015) - Top24

## 음반
- Fancy (2017)
- Woman I love (2017)
- COLORS (2022)

## 피처링
- 프롬유 - 귀엽게 봐 줘 (2016)
- 빨간약 - 지금이잖아 (2016)
- 임송희 - I'll Never Forget You (2016)
- acacy - Drive Slow (2016)
- 프롬유 - Monday To Sunday (2015)